# Landschaftsschutzgebiet Mühlingsbachtal und Pottkuhlenteich
Das Landschaftsschutzgebiet Mühlingsbachtal und Pottkuhlenteich mit 21,1 ha Flächengröße liegt südwestlich von Schwelentrup im Stadtgebiet von Dörentrup. Es wurde 2006 mit dem Landschaftsplan Oberes Begatal durch den Kreistag des Kreises Lippe als Landschaftsschutzgebiet (LSG) ausgewiesen.

## Beschreibung
Das Schutzgebiet grenzt direkt an die Bebauung von Schwelentrup und Dörentrup. Das LSG umfasst Bereiche am Mühlingsbach sowie den Landschaftspark Pottkuhlenteich. Der Mühlingsbach weist meist einen naturnahen Bachlauf mit Erlen-Ufergehölz auf. Im Tal kommen auch Nass- und Feuchtgrünland vor. Am Ortsrand von Schwelentrup liegt beweidetes Grünland, das stellenweise feucht bis nass ist, wobei ein sehr nasser Bereich bei Ausweisung brachgefallen war. Auf der anderen Talseite grenzt alter Buchenwald an. Aus diesem Wald fließt ein verzweigter Quellbach zum Mühlingsbach. Am Quellbach steht im oberen Bereich ein Eschenwald und in Mündungsnähe ein Erlenwald. Am Ortsrand von Schweineberg wird das Ufergehölz am Mühlingsbach lückiger. Teils stoßen Gärten direkt an den Bach. Dort sind die Ufer meist befestigt und mit Ziergehölzen bepflanzt. Am Freibad von Dörentrup steht neben altem Erlen-Ufergehölz auch ein flächiger bachbegleitender Erlenwald mit Brennnessel-dominierter Krautschicht. Der 3 ha große Pottkuhlenteich im Landschaftspark Pottkuhlenteich in einem ehemaligen Abgrabungsgelände weist nur kleinflächig Flachwasserbereiche mit niedrigwüchsigen Uferfluren und Röhricht auf. Der größte Teil der Uferstrecke des Teiches ist stark beeinträchtigt durch intensive Beangelung und Erholungssuchende. Nur das nördliche Ufer ist relativ naturnah. Hier stocken vielfach Grauweiden-Gebüsche am Ufer, die landseitig in einen gehölzartenreichen Vorwald mittleren Alters übergehen, welcher die mäßig geneigten Hänge der ehemaligen Abgrabung einnimmt. Obwohl das nördliche Seeufer als "Vogelschutzgebiet" ausgewiesen ist, auf dem das Betreten auch für Angler verboten ist, finden sich hier zahlreiche Trampelpfade am und zum Ufer sowie Angelplätze. Südlich des Teiches im Landschaftspark gibt es kleinflächig auch parkartig gepflegte Grünlandbereiche. Südlich der Zufahrtsstraße zur Domäne Göttentrut liegt ein kleiner naturnaher Teich mit Röhrichtsaum, niedrigwüchsigen Uferfluren und umgebenden Gehölzen.

## Schutzzwecke für das LSG
Laut Landschaftsplan erfolgte die Ausweisung des LSG
- „zur Erhaltung und Wiederherstellung der Leistungsfähigkeit des Naturhaushaltes in ökologisch besonders wertvoll strukturierten Bereichen mit Wasser-, Klima- und Biotopschutzfunktionen,“
- „zur Erhaltung und Wiederherstellung von Quellbereichen und naturnahen Fließgewässern, Wald- und Grünlandbereichen unterschiedlicher Feuchtestufen, Feldgehölzen, Hecken und Obstwiesen,“
- „zur Erhaltung morphologisch ausgeprägter Bereiche zur Sicherung der landschaftlichen Eigenart und Vielfalt für die Erholung, “
- „zur Erhaltung wertvoller Biotopkomplexe aus Wald-Grünlandbereichen, Fließgewässern und Quellen sowie Biotopen nach § 62 LG mit wichtigen Refugial-, Puffer-, Trittstein- und Vernetzungsfunktionen,“
- „zur Erhaltung und Wiederherstellung wichtiger Rückzugsräume für die bedrohte Tier- und Pflanzenwelt,“
- „zur Sicherung von kulturhistorisch bedeutsamen Landschaften, z. B. Terrassenkulturlandschaften,“
- „zur Sicherung der das Orts- und Landschaftsbild gliedernden und belebenden und die dörflichen Siedlungsstrukturen prägenden Freiraumelemente.“[1]

## Rechtliche Vorschriften
Im Landschaftsschutzgebiet ist unter anderem das Errichten von Bauten und das Anlegen von Fischteichen verboten.